# Saint-Gervais (Val-d'Oise)
Pour les articles homonymes, voir Saint-Gervais.
Saint-Gervais est une commune française située dans le département du Val-d'Oise en région Île-de-France.
Ses habitants sont appelés les Bercagniens.

## Géographie

### Description
Saint-Gervais est un bourg périurbain du Vexin français dans le Val-d'Oise situé sur un flanc de coteau, jouxtant au nord-ouest Magny-en-Vexin, situé à la limite du département de l'Oise, à 28 km au nord-ouest de Pontoise, à une cinquantaine de kilomètres au nord-ouest de Paris, à 12 km au sud de Gisors, à 58 km au sud-est de Rouen et à 21 km au nord de Mantes-la-Jolie
La commune se situe dans le Parc naturel régional du Vexin français.
Le territoire communal, vaste de 1 319 ha, a une altitude variant de 55 à 158 mètres.

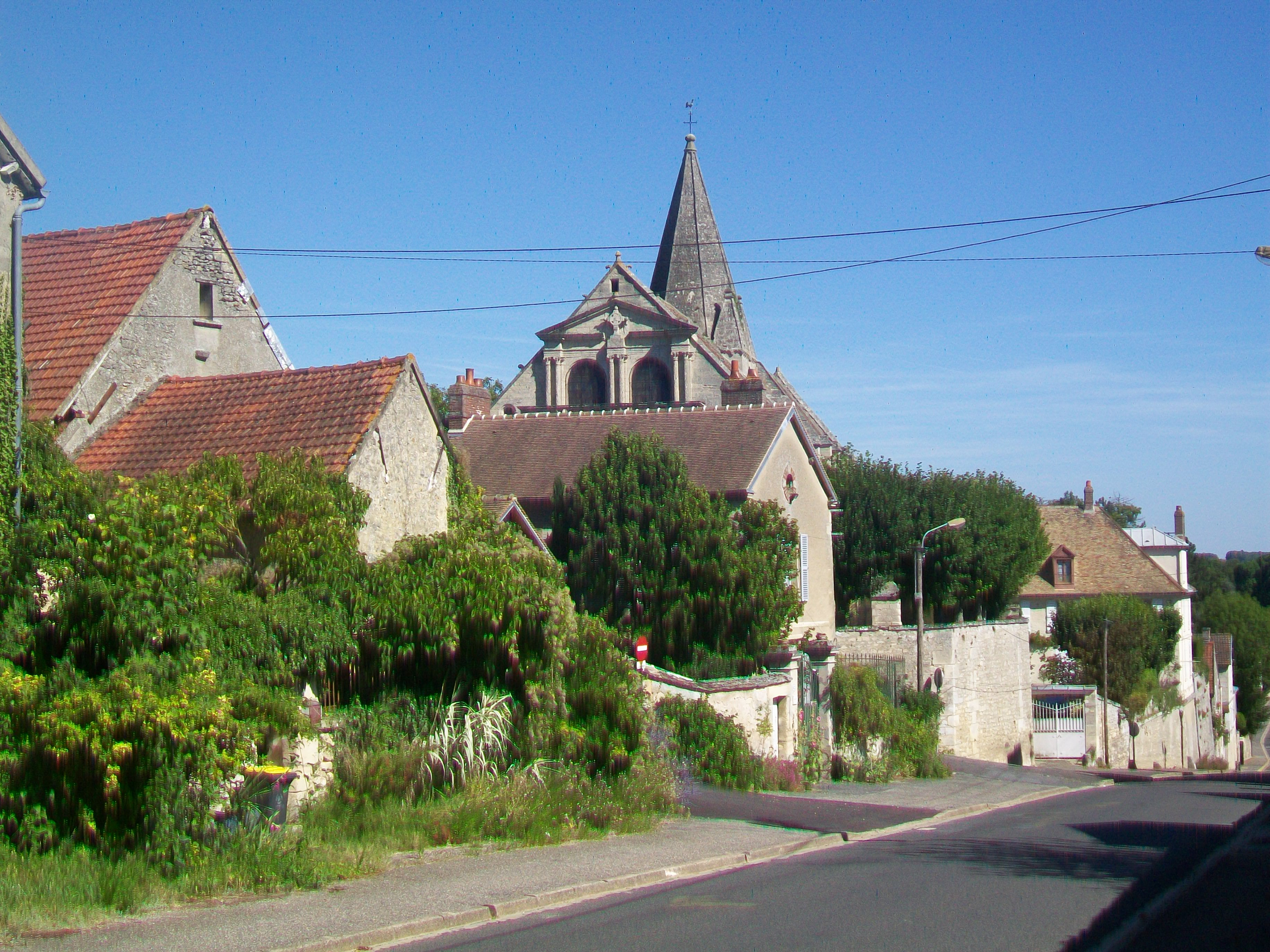
La rue Robert-Guésnier.

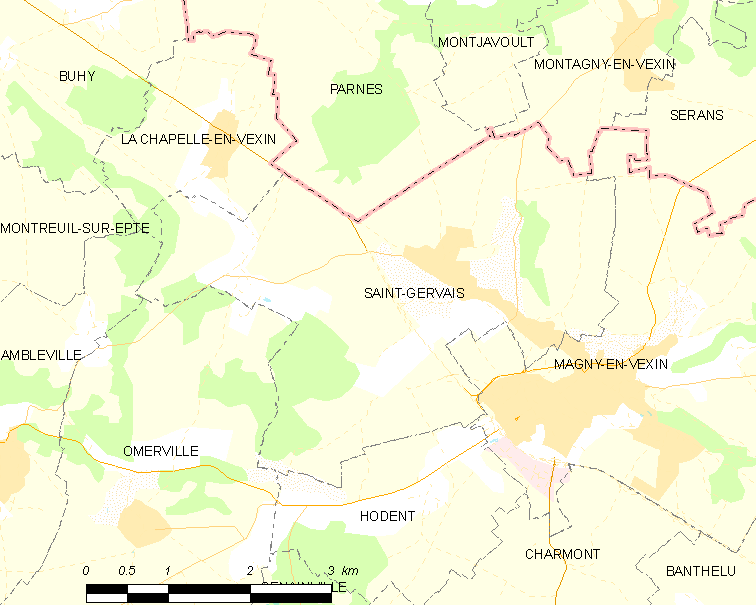
Carte de la commune.
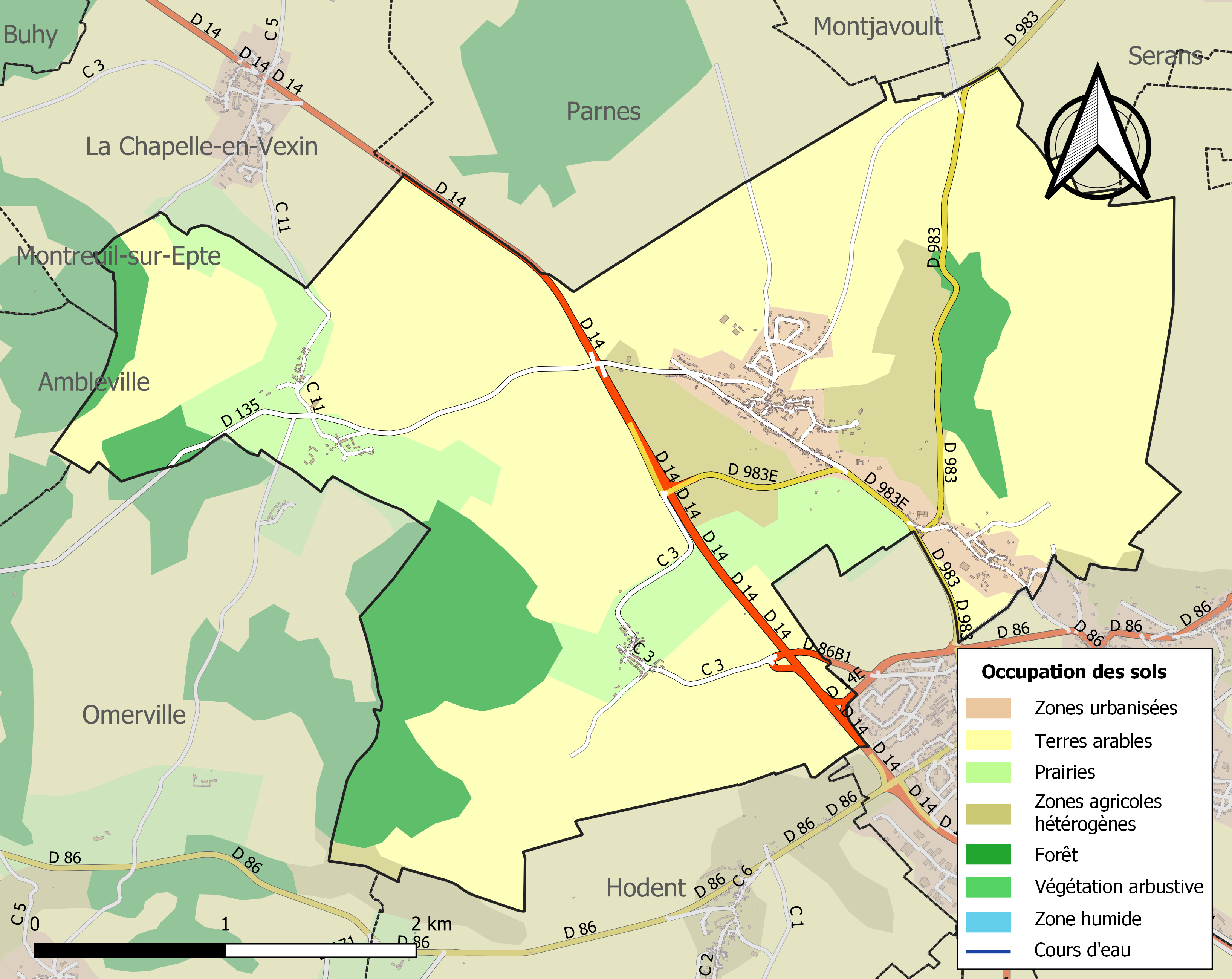
Occupation des sols

### Communes limitrophes
| La Chapelle-en-Vexin | Parnes et Montjavoult (Oise) | Montagny-en-Vexin (Oise) |
| Ambleville           | Saint-Gervais                |                          |
| Omerville            | Hodent                       | Magny-en-Vexin           |

### Hydrographie
La commune accueille les sources de Aubette de Magny, un affluent de l'Epte et donc un sous-affluent de la Seine.
Elle compte plusieurs étangs le long de ce cours d'eau.

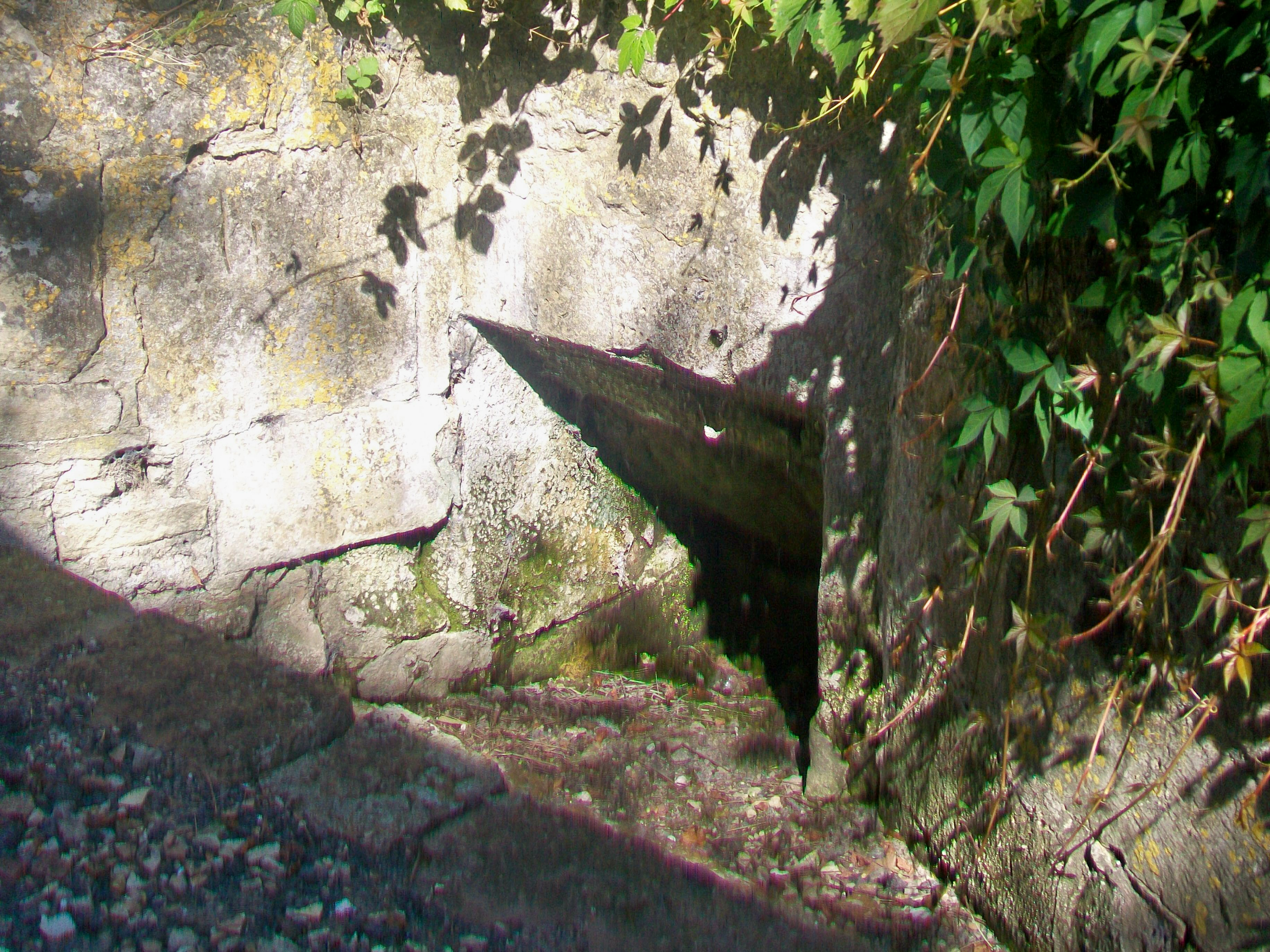
Source du ru de l'Aubette.
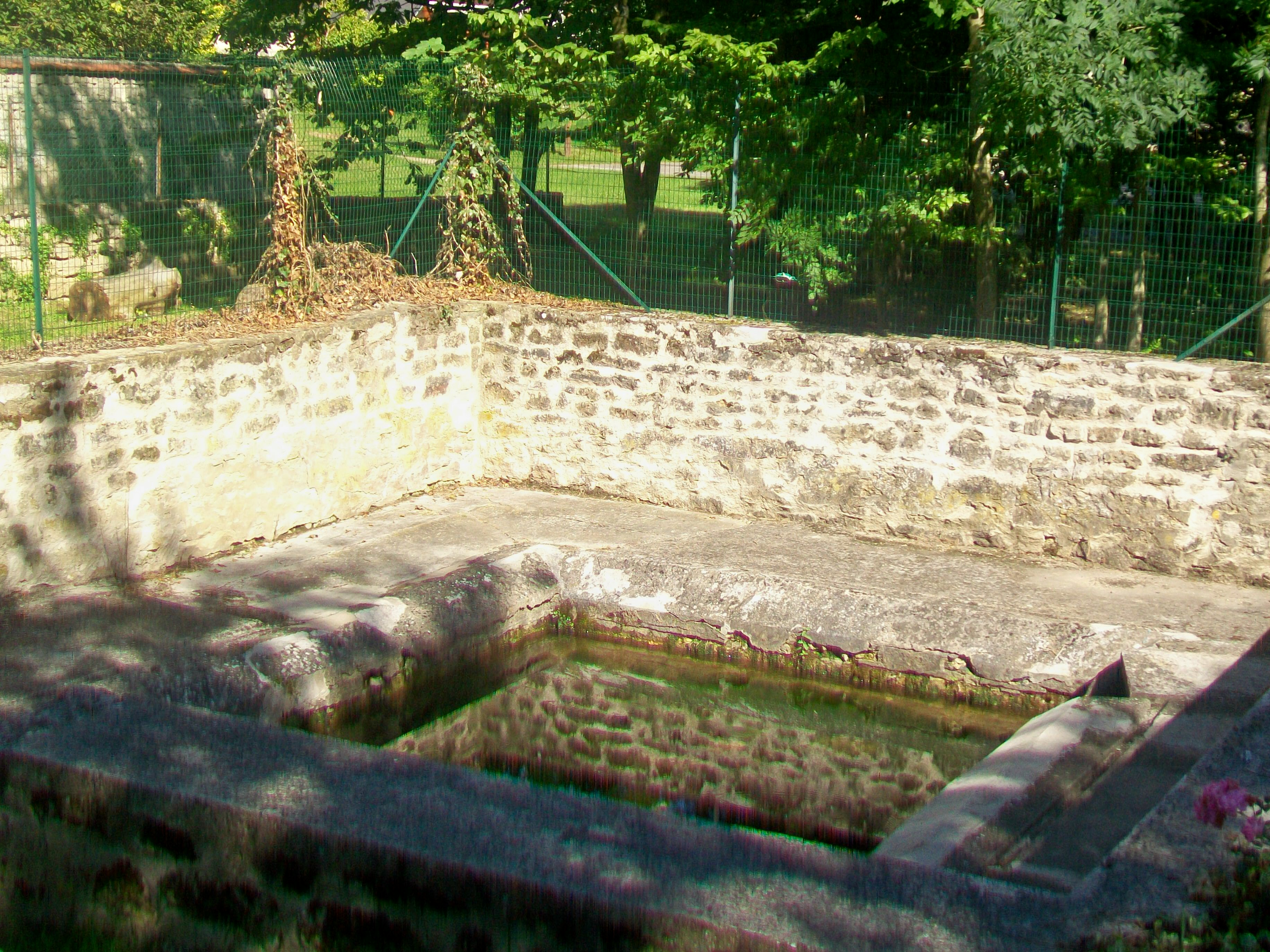
Le lavoir de Saint-Gervais
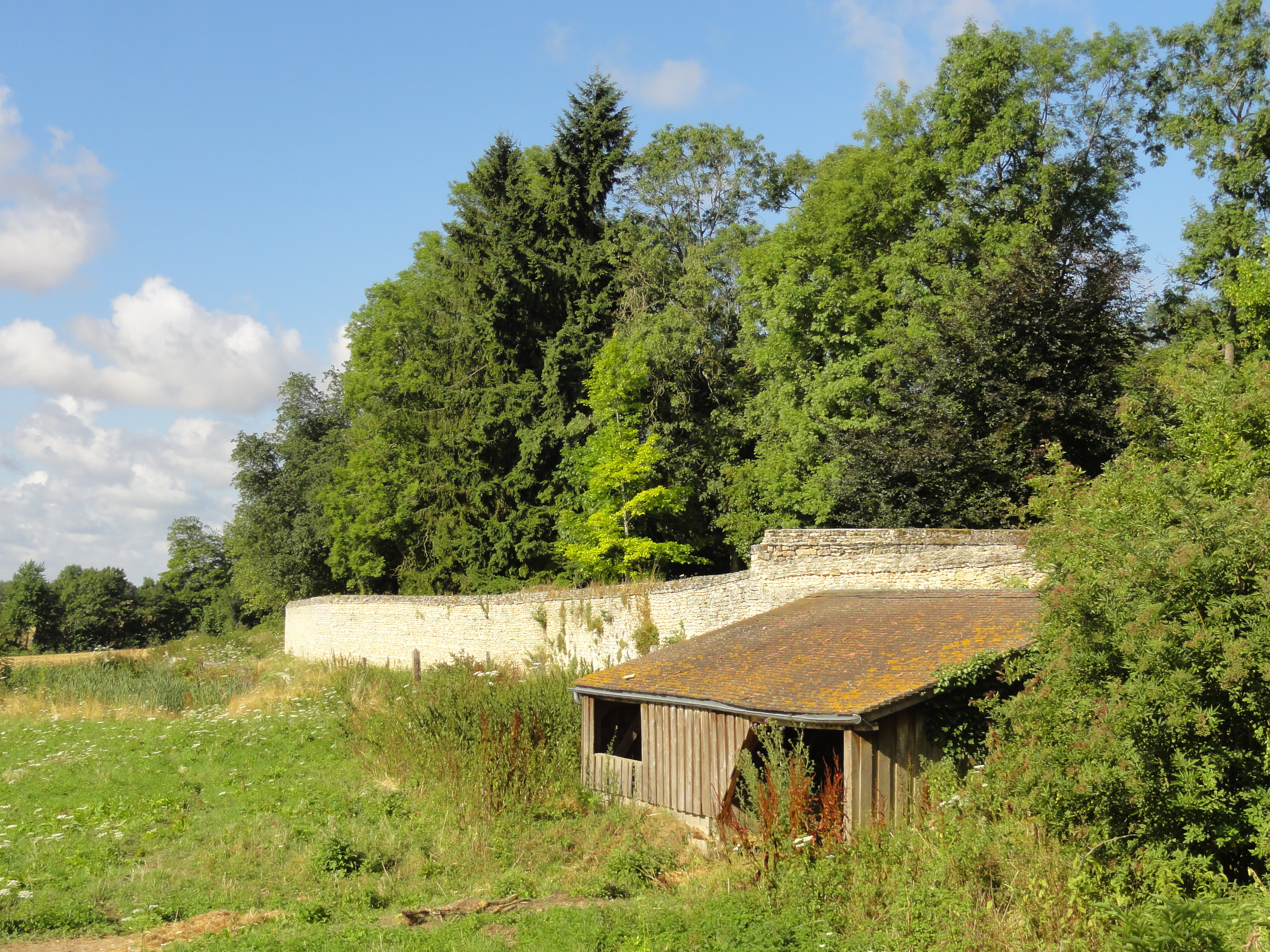
Le lavoir de Magnitot.

### Climat
Pour des articles plus généraux, voir Climat de l'Île-de-France et Climat du Val-d'Oise.
En 2010, le climat de la commune est de type climat océanique dégradé des plaines du Centre et du Nord, selon une étude du CNRS s'appuyant sur une série de données couvrant la période 1971-2000. En 2020, Météo-France publie une typologie des climats de la France métropolitaine dans laquelle la commune est exposée à un climat océanique et est dans la région climatique  Sud-ouest du bassin Parisien, caractérisée par une faible pluviométrie, notamment au printemps (120 à 150 mm) et un hiver froid (3,5 °C). 
Pour la période 1971-2000, la température annuelle moyenne est de 10,6 °C, avec une amplitude thermique annuelle de 14,4 °C. Le cumul annuel moyen de précipitations est de 716 mm, avec 11,4 jours de précipitations en janvier et 8,3 jours en juillet. Pour la période 1991-2020, la température moyenne annuelle observée sur la station météorologique la plus proche, située sur la commune de Jaméricourt à 17 km à vol d'oiseau, est de 11,0 °C et le cumul annuel moyen de précipitations est de 695,7 mm,. Pour l'avenir, les paramètres climatiques de la commune estimés pour 2050 selon différents scénarios d'émission de gaz à effet de serre sont consultables sur un site dédié publié par Météo-France en novembre 2022.

## Urbanisme

### Typologie
Au 1er janvier 2024, Saint-Gervais est catégorisée petite ville, selon la nouvelle grille communale de densité à sept niveaux définie par l'Insee en 2022.
Elle appartient à l'unité urbaine de Magny-en-Vexin, une agglomération intra-départementale regroupant deux  communes, dont elle est une commune de la banlieue,,. Par ailleurs la commune fait partie de l'aire d'attraction de Paris, dont elle est une commune de la couronne,. Cette aire regroupe 1 929 communes,.

### Voies de communication et transports
Elle est desservie par l'ancienne Route nationale 14 (France) (actuelle RD 14) qui reprend en partie le tracé de la chaussée Jules César, une ancienne voie romaine qui reliait Lutèce (Paris) à Rotomagus (Rouen) et à Juliobona (Lillebonne), ainsi que par l'ancienne route nationale 183 (actuelle RD 983).

### Lieux-dits, hameaux et écarts
Le hameau le plus connu de la commune est Magnitot et son château, mais l'on compte également Ducourt, Estreez, Archemont et le Petit Saint-Gervais

Les hameaux de Saint-Gervais
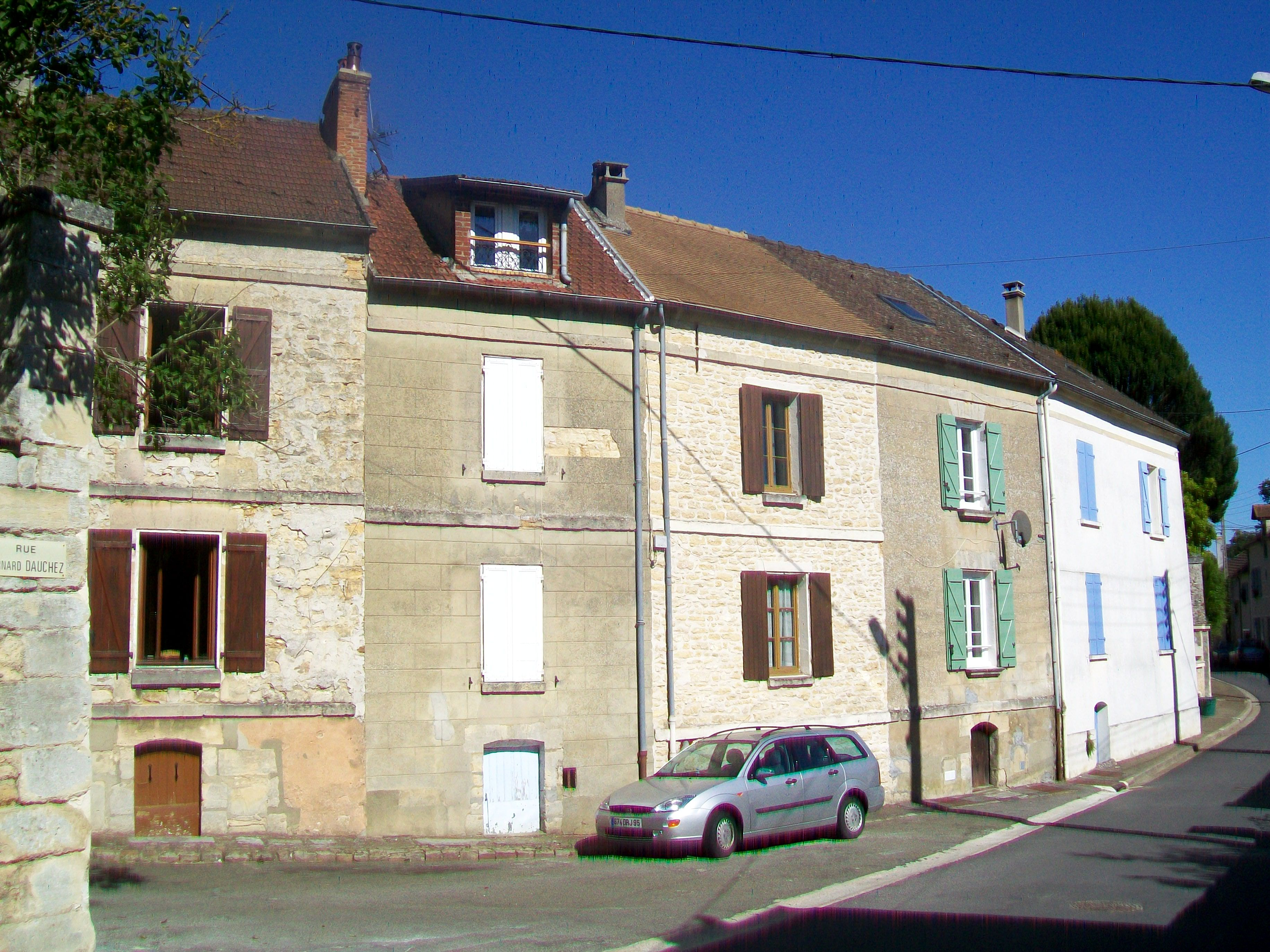
Estreez, rue Bernard-Dauchez.
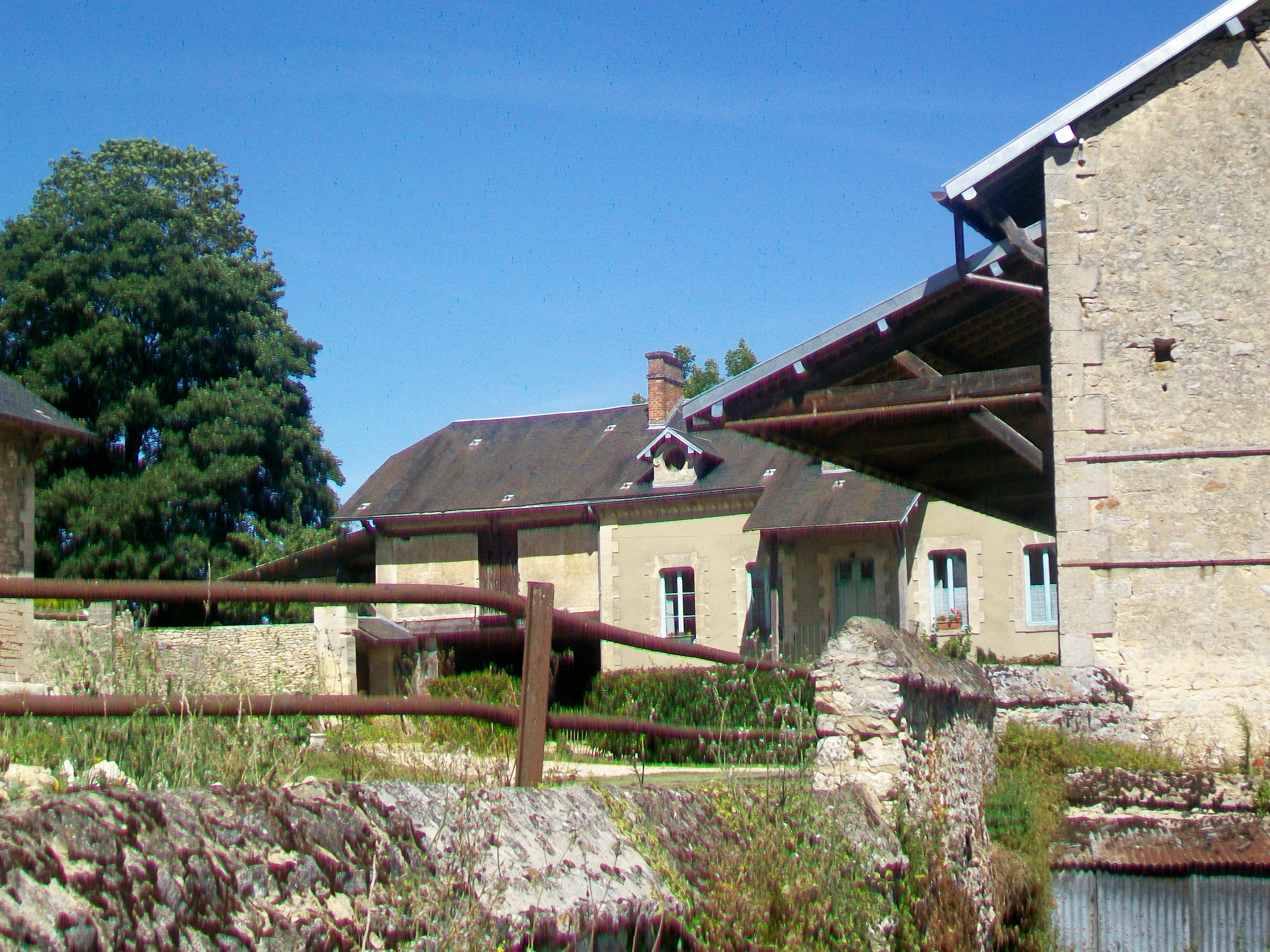
La ferme du château de Magnitot.

## Histoire
Saint-Gervais faisait partie des villes présentes lors des invasions normandes du IXe siècle. L'on y mit à l'abri les reliques de Saint Gervais et de Saint Protais, d'où le nom de l'église et du village[réf. nécessaire].

## Toponymie
Le village s'appelait autrefois Sanctus Gervasius avant 1112. Son nom actuel lui vient du dépôt dans l'église de la ville, au IXe siècle, de reliques de saint Gervais qui se trouvaient auparavant à Rouen et que l'on voulait mettre à l'abri des incursions vikings.
Le hameau de Magnitot représente peut-être un transfert du nom de Manitot, écart de Giverny, qui pourrait être un toponyme norrois en -topt « site constructible » et qui explique la plupart des noms en -tot de Normandie. Le passage de Manitot à Magnitot peut être lié à l'attraction du lieu voisin Magny-en-Vexin.

## Politique et administration

### Rattachements administratifs et électoraux

#### Rattachements administratifs
Antérieurement à la loi du 10 juillet 1964, la commune faisait partie du département de Seine-et-Oise. La réorganisation de la région parisienne en 1964 fit que la commune appartient désormais au département du Val-d'Oise et à son arrondissement de Pontoise après un transfert administratif effectif au 1er janvier 1968.
Elle faisait partie depuis 1793 du canton de Magny-en-Vexin de Seine-et-Oise puis du Val-d'Oise. Dans le cadre du redécoupage cantonal de 2014 en France, cette circonscription administrative territoriale a disparu, et le canton n'est plus qu'une circonscription électorale.

#### Rattachements électoraux
Pour les élections départementales, la commune est membre depuis 2014 du canton de Vauréal
Pour l'élection des députés, elle fait partie de la première circonscription du Val-d'Oise.

### Intercommunalité
Saint-Gervais est membre depuis 2013 de la communauté de communes Vexin - Val de Seine, un établissement public de coopération intercommunale (EPCI) à fiscalité propre créé en 2005 et auquel la commune a transféré un certain nombre de ses compétences, dans les conditions déterminées par le code général des collectivités territoriales.

### Liste des maires
| Période                                  | Période        | Identité                    | Étiquette | Qualité     |
| ---------------------------------------- | -------------- | --------------------------- | --------- | ----------- |
| Les données manquantes sont à compléter. |                |                             |           |             |
| An III                                   | 1811           | Jean Jacques Guimier        |           |             |
| avril 1813                               | avril 1816     | Louis Vincent Boullanger    |           |             |
| avril 1816                               | mars 1826      | Joseph Félix Petit          |           |             |
| mars 1826                                | février 1829   | Jean Louis Nicolle          |           |             |
| février 1829                             | octobre 1831   | Louis Denis Seheut          |           |             |
| octobre 1831                             | avril 1848     | Rémond Bertaut              |           |             |
| avril 1848                               | décembre 1855  | Pierre Etienne Fleury       |           |             |
| décembre 1855                            | septembre 1865 | Charles Jorelle             |           | cultivateur |
| septembre 1865                           | mai 1892       | Marie Jean Baptiste Coville |           |             |
| mai 1892                                 | août 1944      | Robert Guesnier             |           |             |
| octobre 1944                             | octobre 1947   | Alphonse Subtil             |           |             |
| octobre 1947                             | mars 1959      | Bernard Dauchez             |           |             |
| mars 1959                                | mai 1973       | Louis de Magnitot           |           |             |
| juin 1973                                | mars 1989      | Louis Denis                 |           |             |
| mars 1989                                | mars 2008      | Étienne de Magnitot         | DVD       |             |
| mars 2008                                | mai 2020       | Monique de Smedt            | DVD       |             |
| mai 2020,                                | En cours       | Florence Binaux Le Clech    |           |             |

## Population et société

### Démographie
L'évolution du nombre d'habitants est connue à travers les recensements de la population effectués dans la commune depuis 1793. Pour les communes de moins de 10 000 habitants, une enquête de recensement portant sur toute la population est réalisée tous les cinq ans, les populations de référence des années intermédiaires étant quant à elles estimées par interpolation ou extrapolation. Pour la commune, le premier recensement exhaustif entrant dans le cadre du nouveau dispositif a été réalisé en 2004.

En 2022, la commune comptait 883 habitants, en évolution de −5,26 % par rapport à 2016 (Val-d'Oise : +4 %, France hors Mayotte : +2,11 %).
| 1793 | 1800 | 1806 | 1821 | 1831 | 1836 | 1841 | 1846 | 1851 |
| ---- | ---- | ---- | ---- | ---- | ---- | ---- | ---- | ---- |
| 540  | 591  | 616  | 659  | 653  | 662  | 665  | 678  | 668  |

| 1856 | 1861 | 1866 | 1872 | 1876 | 1881 | 1886 | 1891 | 1896 |
| ---- | ---- | ---- | ---- | ---- | ---- | ---- | ---- | ---- |
| 635  | 625  | 649  | 690  | 648  | 648  | 645  | 698  | 650  |

| 1901 | 1906 | 1911 | 1921 | 1926 | 1931 | 1936 | 1946 | 1954 |
| ---- | ---- | ---- | ---- | ---- | ---- | ---- | ---- | ---- |
| 597  | 616  | 584  | 564  | 590  | 536  | 483  | 530  | 550  |

| 1962 | 1968 | 1975 | 1982 | 1990 | 1999 | 2004 | 2006 | 2009 |
| ---- | ---- | ---- | ---- | ---- | ---- | ---- | ---- | ---- |
| 602  | 581  | 597  | 675  | 703  | 893  | 934  | 953  | 963  |

| 2014 | 2019 | 2022 | - | - | - | - | - | - |
| ---- | ---- | ---- | - | - | - | - | - | - |
| 954  | 896  | 883  | - | - | - | - | - | - |

## Équipements et services publics
La commune accueille les enfants dans une école de trois classes comptant en 2020-2021, 61 élèves de maternelle et de primaire, la quatrième ayant fermé en 2018. L'école dispose d'un accueil pré et post-scolaire, ainsi que d'une cantine.
Un foyer rural contribue à l'animation de la commune.
Un marché mensuel a lieu le dernier mercredi de chaque mois.

## Culture locale et patrimoine

### Lieux et monuments
Saint-Gervais compte deux monuments historiques sur son territoire :
- Église Saint-Gervais-et-Saint-Protais (classée monument historique en  1909[28])

Sa fondation remonte vraisemblablement à l'époque carolingienne. L'édifice actuel date pour l'essentiel du second quart du XVIe siècle, et le style gothique flamboyant est dominant. La façade occidentale avec son porche est la dernière partie construite. C'est une œuvre du maître-maçon Jean Grappin, et l'une des principales réalisations de la Renaissance dans le Vexin français. 
L'intérieur de la nef est également de style Renaissance, et surprend par son élégance, qui contraste avec la physionomie trapue de l'édifice. 
Le clocher roman ne compte qu'un seul étage, qui est presque entièrement noyé dans les toitures. Il est coiffé de l'une des quatorze pyramides de pierre romanes que l'on recense dans le Vexin français, et sa base voûtée d'arêtes n'a pratiquement pas changé depuis la construction au second quart du XIIe siècle. Elle constitue la première travée du chœur liturgique. Ses trois autres travées présentent des voûtes du XIVe siècle, mais le reste a été fortement remanié au XVIe siècle,.

L'église Saint-Gervais-et-Saint-Protais de Saint-Gervais
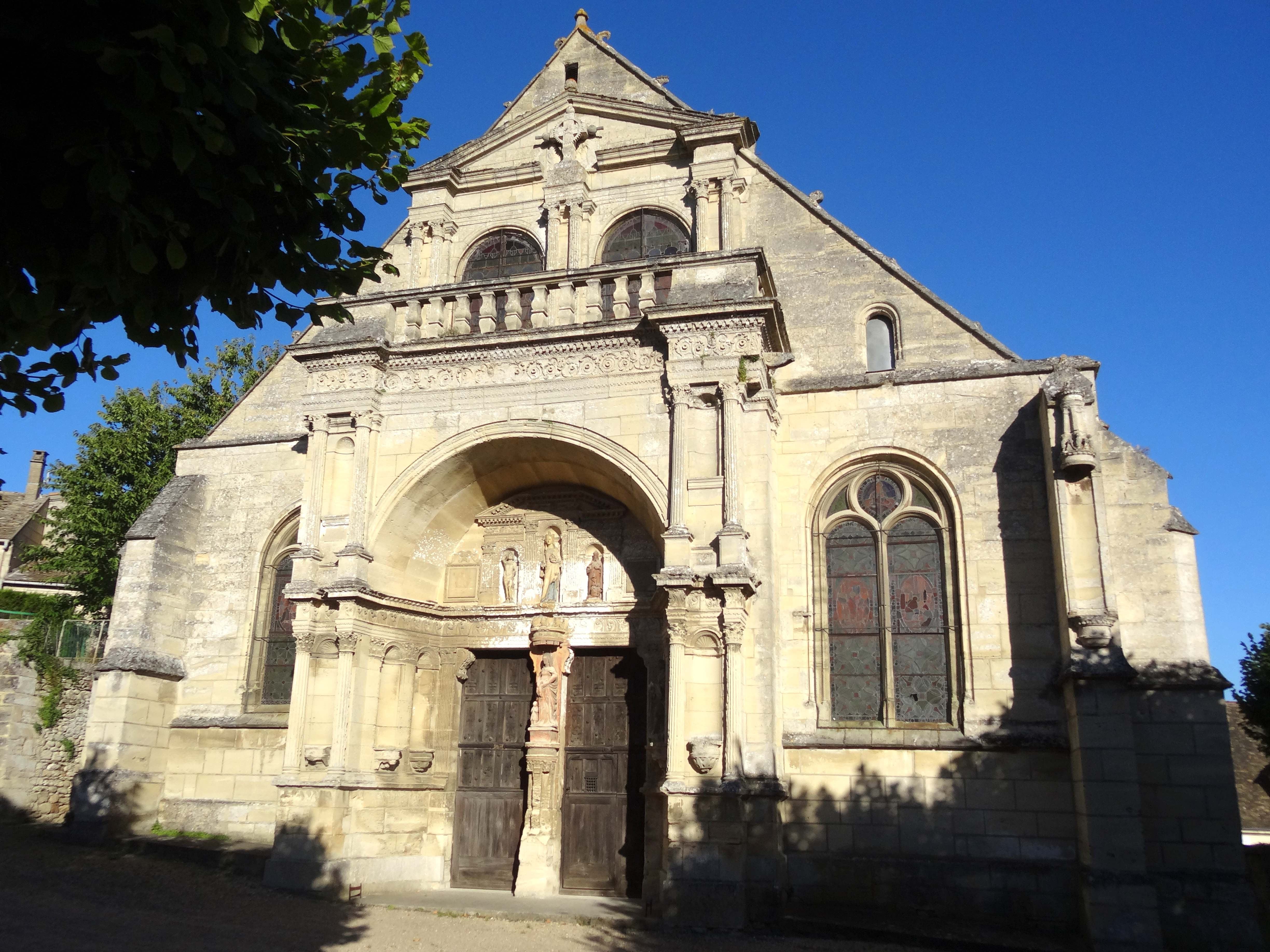
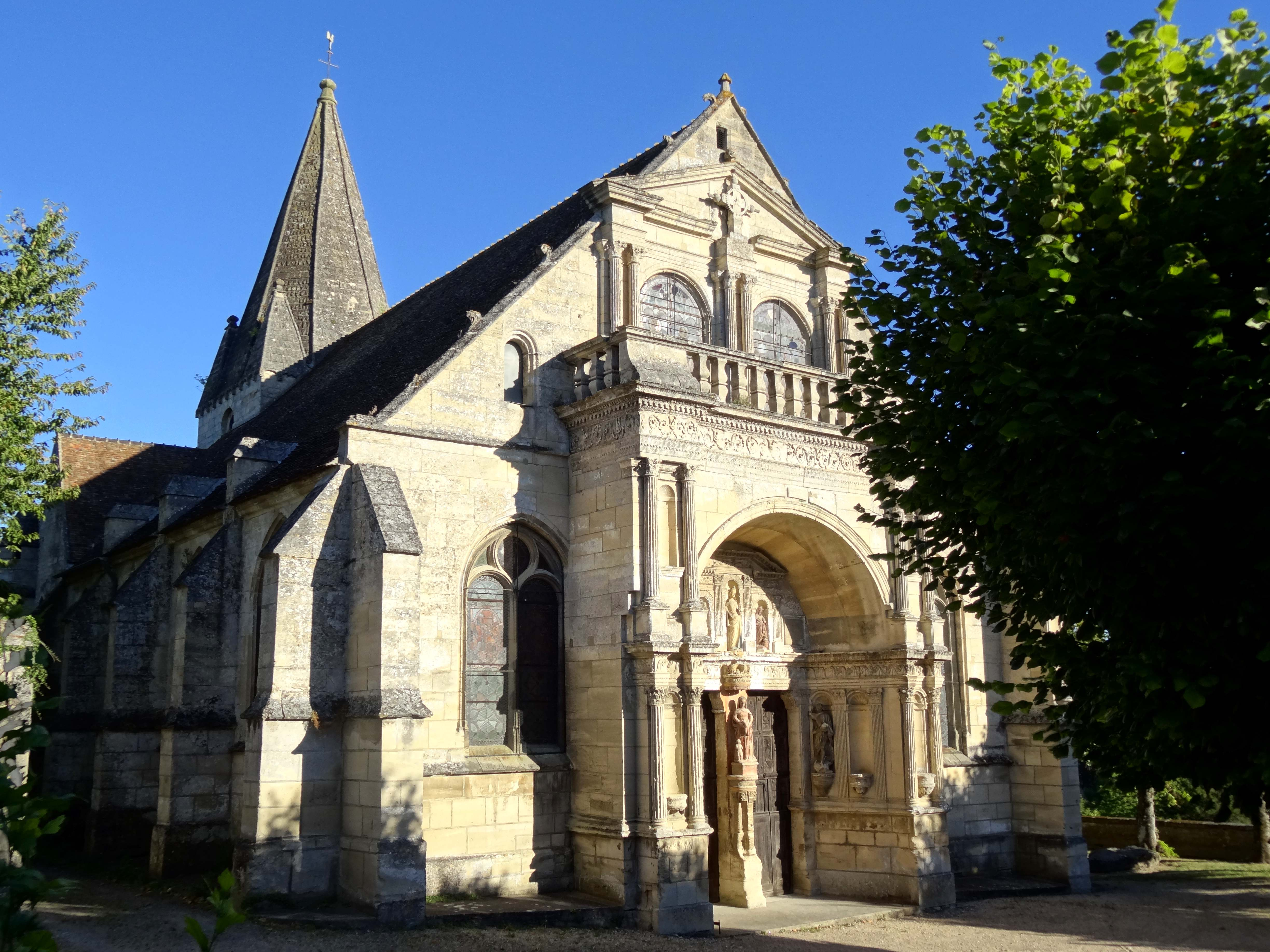
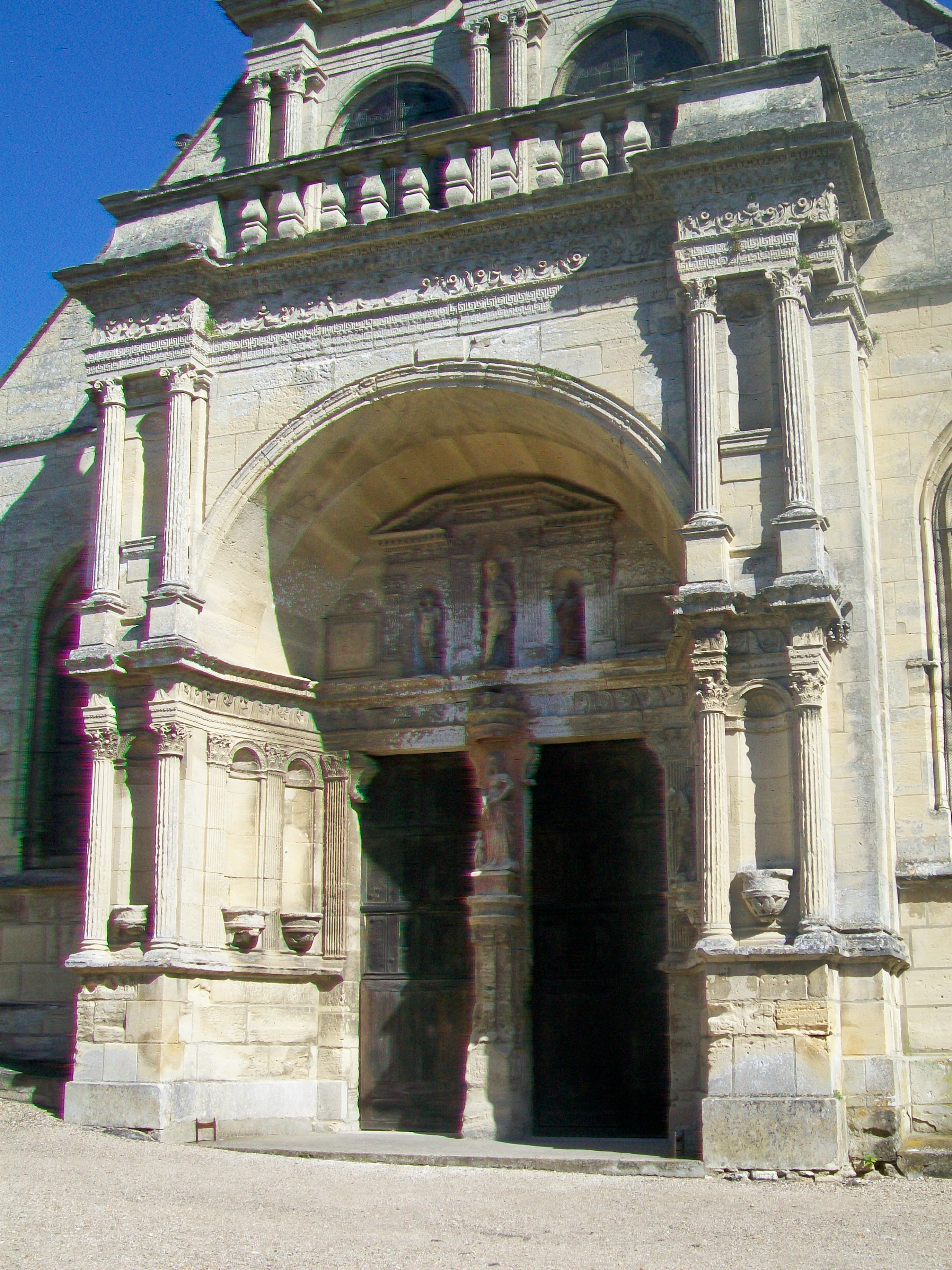
Le porche renaissance.
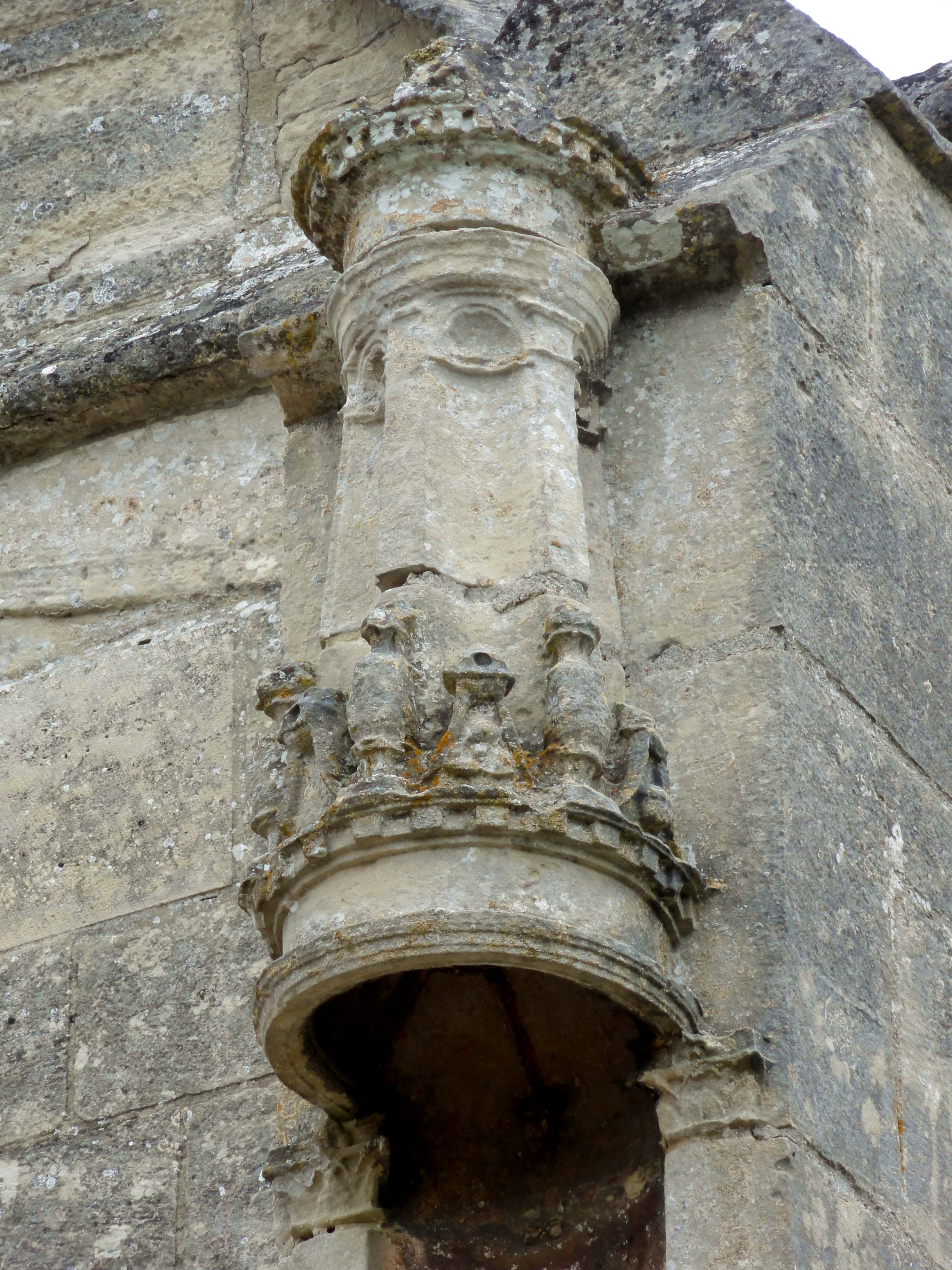
Contrefort d'angle.
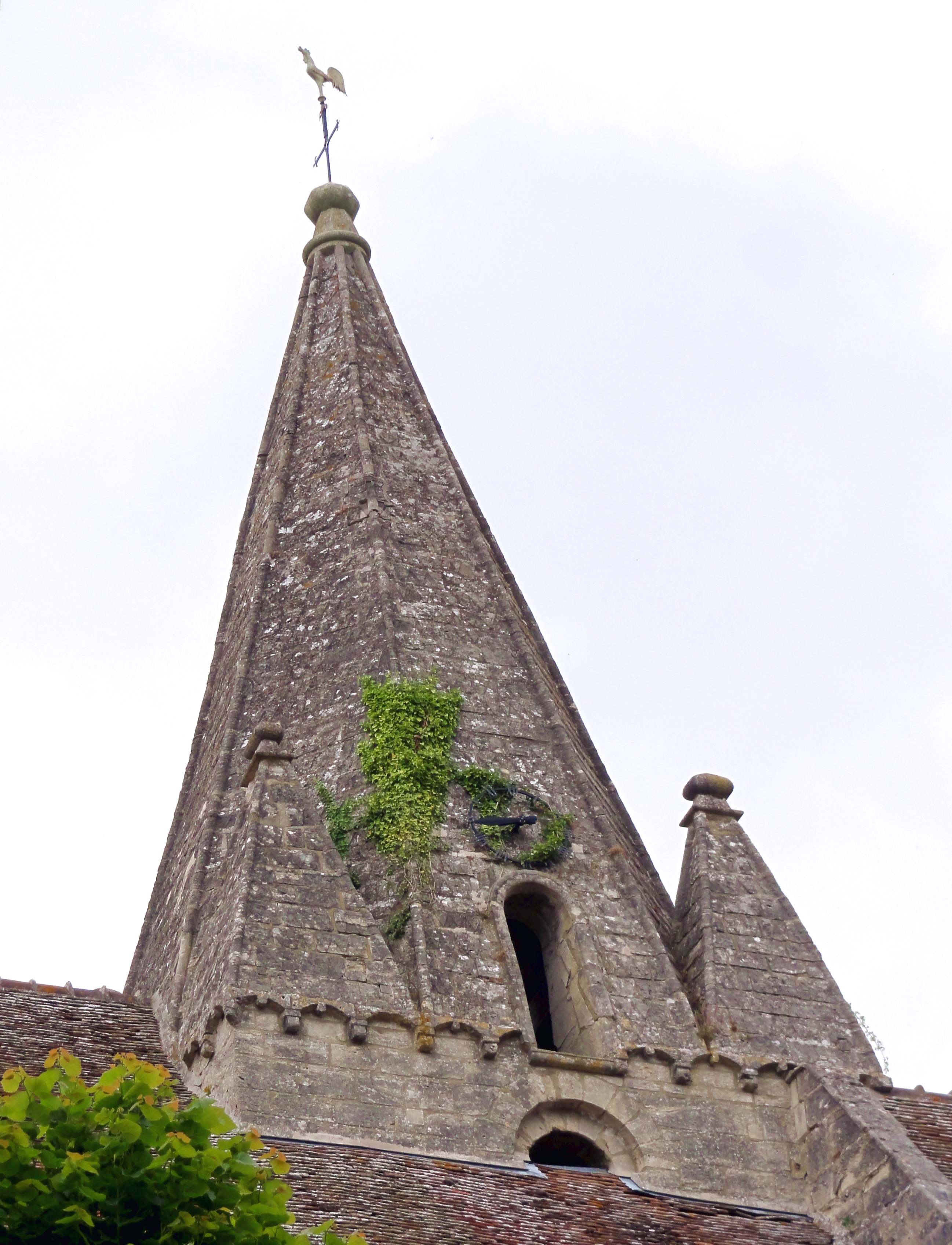
Clocher pyramidal.
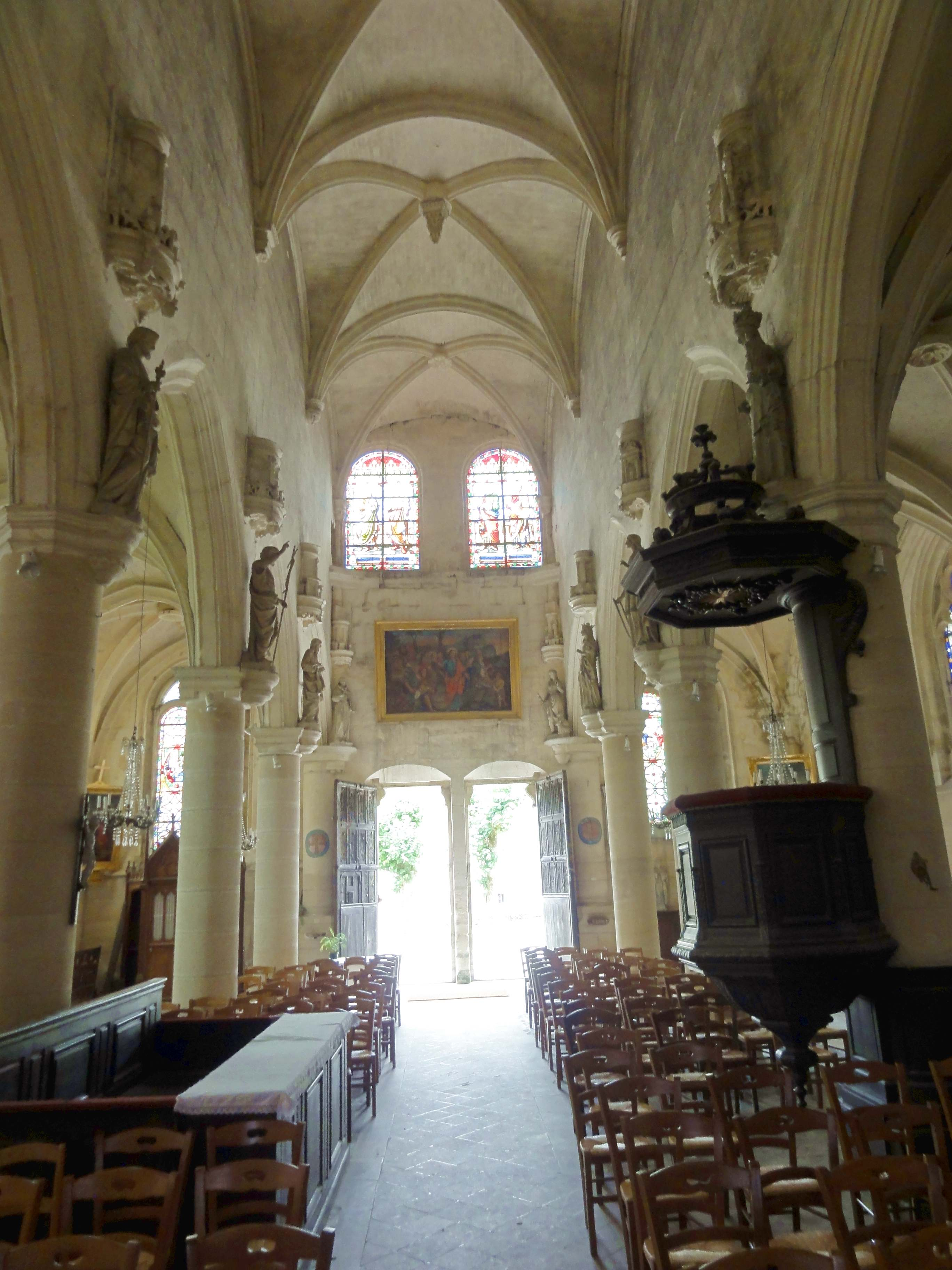
La nef.

- Château de Magnitot (inscrit monument historique en 1977[31])

Ce château constitue le noyau d'un petit hameau au nord-sud-ouest du bourg, entre les hameaux de Ducourt au nord et Gerville (commune d'Omerville) au sud. 
La cour d'honneur s'ouvre en direction du nord-ouest, et c'est dans ce sens que part l'allée du château, laissant à côté le hameau. Le château a été bâti en 1780 selon les plans de l'architecte Baraguey, influencé par l'œuvre de Andrea Palladio. Le corps de logis principal possède trois niveaux sous un toit à deux croupes, et est large de sept travées. Un larmier le sépare le premier du second étage. Les fenêtres du rez-de-chaussée sont plein cintre et surmontées par une série de moulures simples, les autres sont rectangulaires. 
Deux pavillons latéraux flanquent le corps de logis ; ils ne comportent qu'un seul étage et leurs toits plats sont dissimulés derrière des balustrades. 
À l'intérieur, l'escalier avec sa rampe en fer forgé, le vestibule, le grand salon, le petit salon et la salle à manger avec leur décor sont également protégés au titre des monuments historiques. 
Dans le parc, se trouvent un ancien colombier réhabilité en tour médiévale, une chapelle dédiée à la Vierge fondée en 1322 et une orangerie de 1780, dessiné par l'épouse du propriétaire du château, Sophie de Jussieu, fille de Antoine-Laurent de Jussieu. Ces trois bâtiments sont partiellement visibles depuis la rue du Prieuré, à proximité de la ferme.

Le château de Magnitot
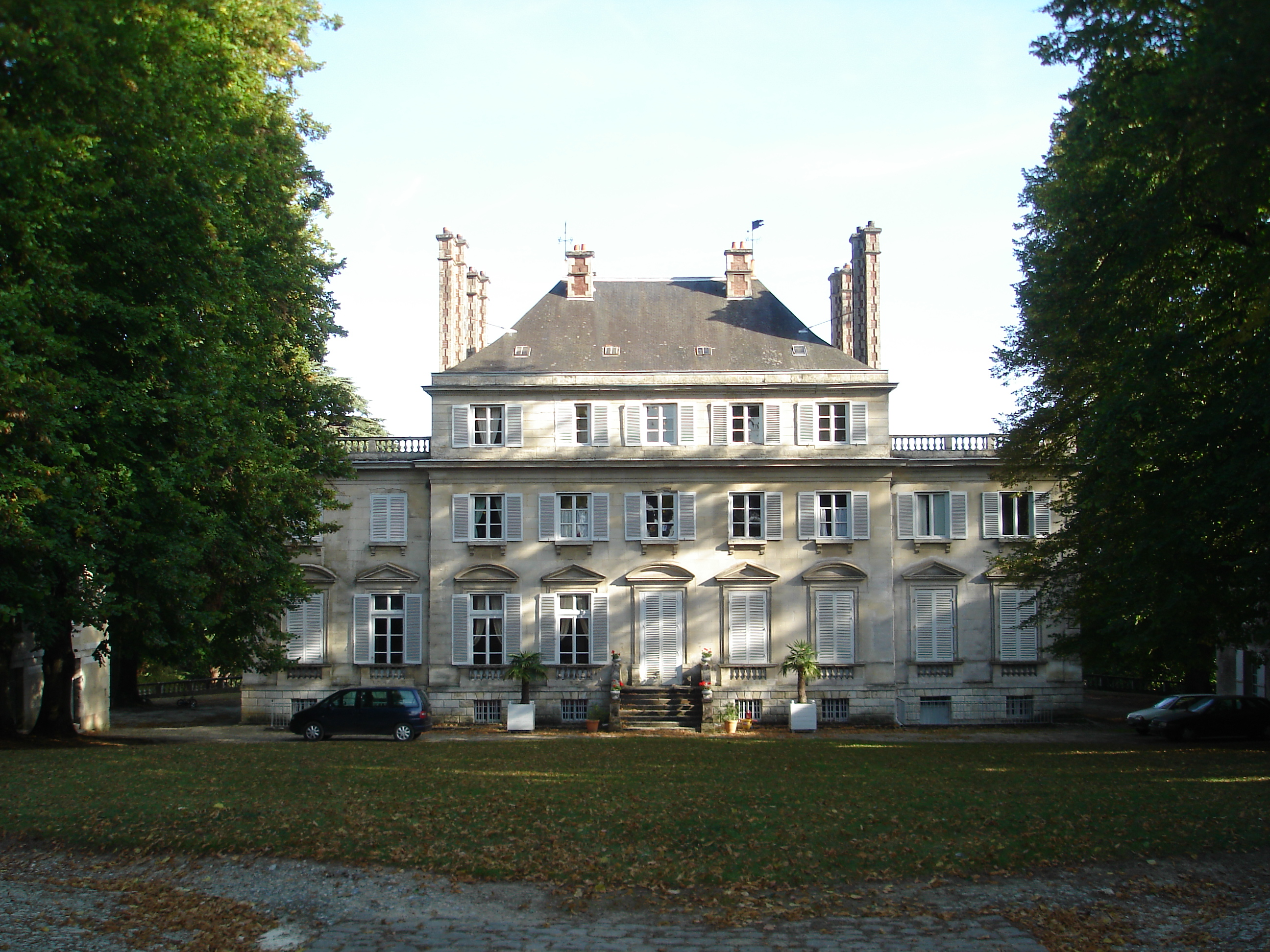
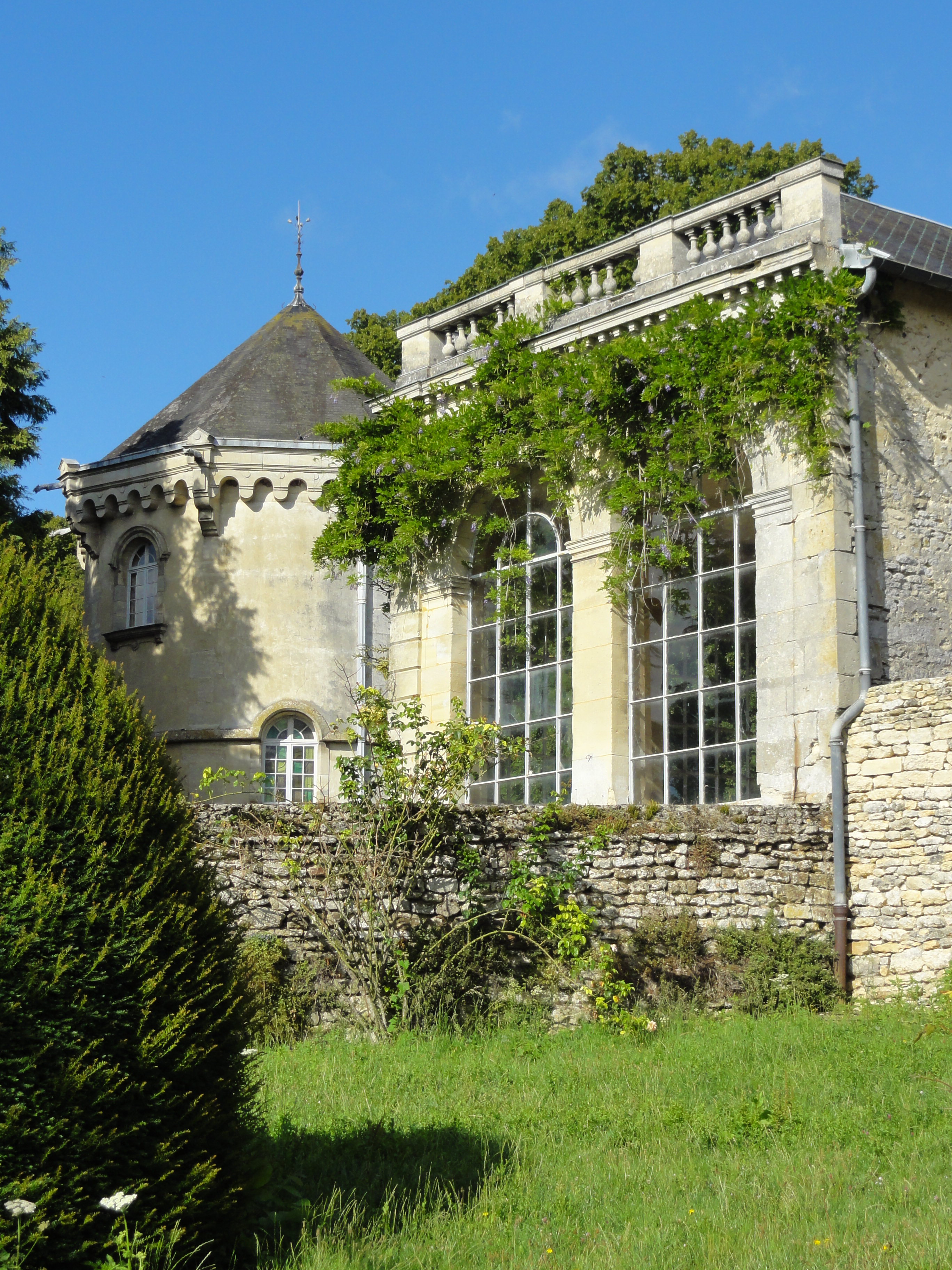
Le colombier et l'orangerie.
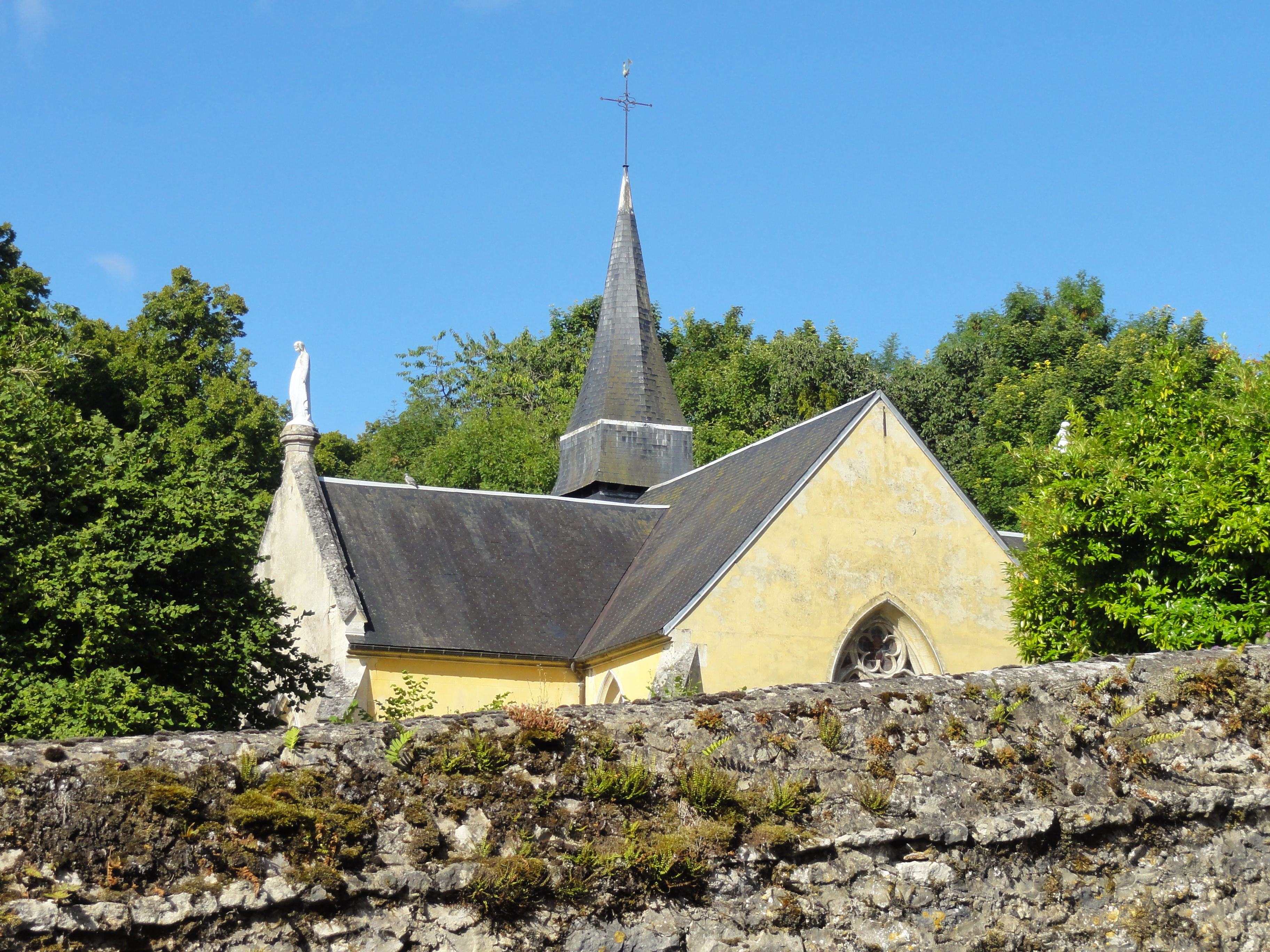
La chapelle du château.

On peut également signaler :
- Rue de l'Escalier : Situé près de l'église, elle relie le centre du village à l'ancienne route nationale (rue Robert-Guésnier). L'escalier est fait de pierre sèche[30].
- Ancien presbytère, 25 rue Robert Guesnier (voisin de la Mairie) : il a été construit en 1783, sous l'abbé Verdier, curé de Saint-Gervais de 1779 à 1812 et révolutionnaire. Verdier est également le commanditaire des boiseries qui ornent le chœur de l'église[30]. En dessous du bâtiment, aujourd'hui rénové et habitable, un souterrain non retrouvé mènerait à la sacristie de l'église un peu plus haut, utilisé par les prêtres.
- Lavoir municipal, chemin rural n° 27 dit de la Messe, au sud de la mairie : Lavoir ouvert entouré de murs des quatre côtés, accesibble par quelques marches d'escalier.
- Château de Gueptant, rue du Petit-Saint-Gervais : Ce petit château de style classique du XVIIIe siècle a remplacé une maison de maître plus ancienne[30]. Le somptueux parc s'étale sur plusieurs niveaux délimités par des balustrades, et il est garni de nombreuses statues.
- Source du rû de l'Aubette, au hameau d'Estréez : Cette source alimente l'Aubette de Magny par son petit ruisseau qui s'écoule le long de la sente rurale n° 12 d'Estréez à Magny-en-Vexin, aboutissant au lavoir de la Digue à Magny-en-Vexin.
- Réservoir d'eau potable, rue Fernand-Jorelle : Il a été offert en 1901 par un particulier, M. Letort, afin de permettre à la commune l'adduction d'eau potable. Une plaque en marbre rappelle ce don. La citerne a assuré à elle seule l'approvisionnement en eau des habitants jusque dans les années 1950[30].
- Ferme de Magnitot : Bel ensemble homogène de bâtiments agricoles du XIXe siècle[30].
- Lavoir de Magnitot : Il est protégé par un abri en bois, qui s'ouvre sur le pré descendant vers la mare.
- Les calvaires et croix de chemin : Saint-Gervais compte un nombre important de croix de chemin et calvaires sur son territoire, la plupart étant des croix en pierre. On en trouve près du cimetière ; sur la RD 135 à mi-chemin entre le bourg et Magnitot ainsi que peu avant la sortie de la commune vers Omerville ; rue du Prieuré à Magnitot ; au sud de Ducourt ; sur l'ancienne route nationale abandonné au nord-ouest du bourg. Le calvaire d'Estréez, rue Cour Céleste, est en fonte.
- Croix pattée dite croix Dançon, à l'ouest du château d'eau de Ducourt, sous un arbre dans un champ : Petite croix trapue semblable à celles d'Omerville et de Villers-en-Arthies. Ses bras sont particulièrement courts. La croix n'est guère visible pendant la période de végétation.

Un Sentier de randonnée PR parcourt le village.

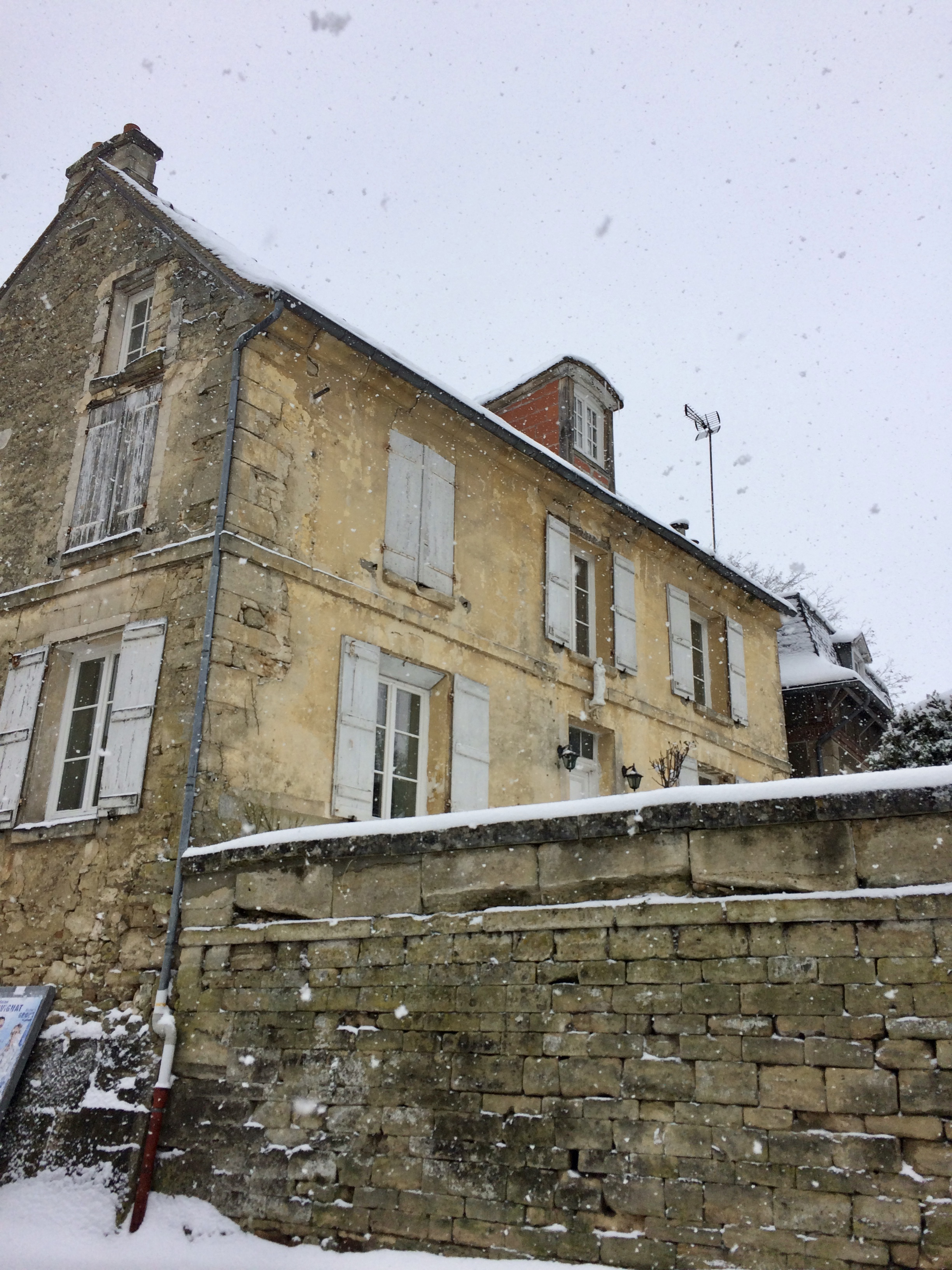
Ancien presbytère de 1783 en 2018.
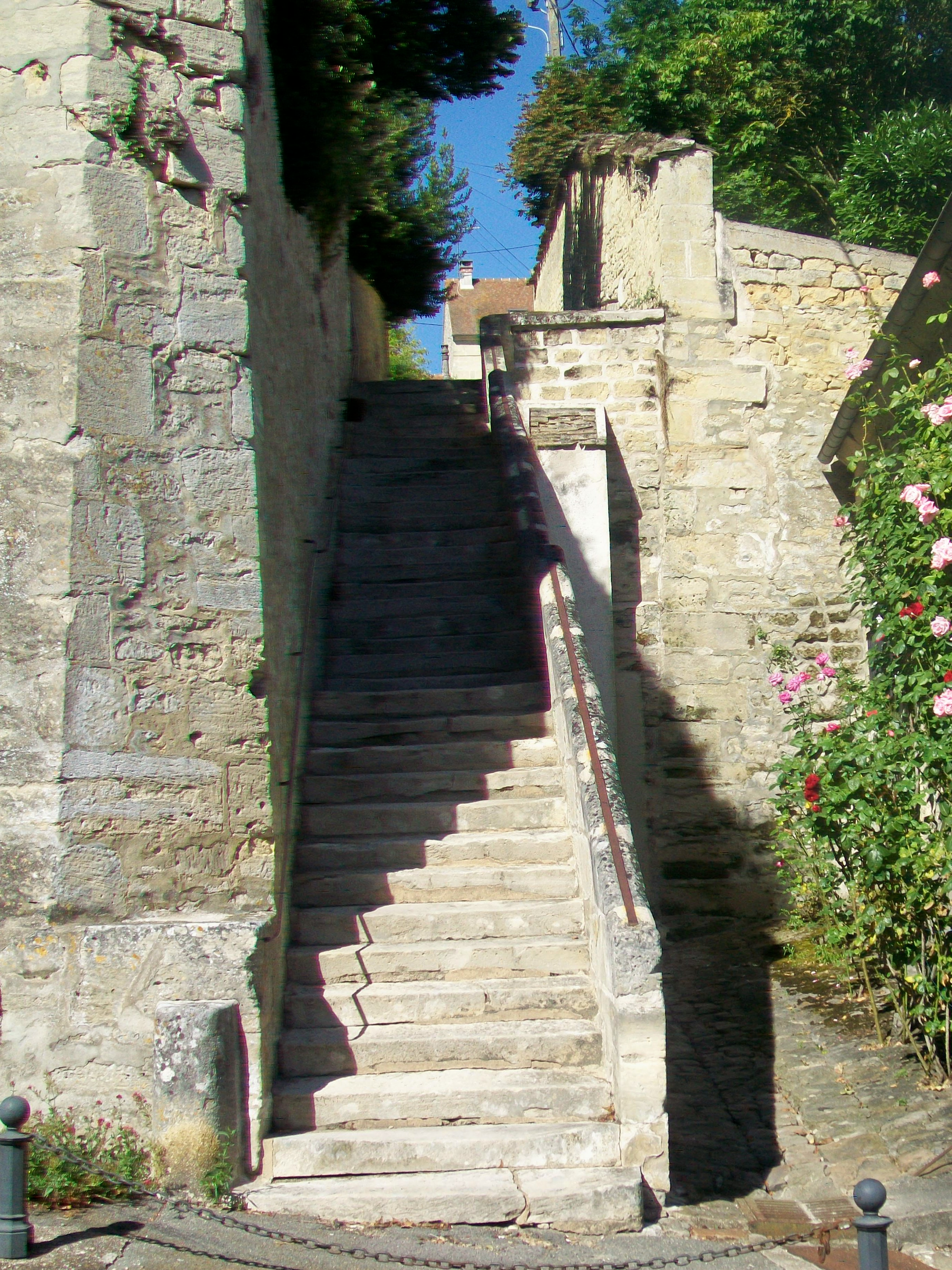
Rue de l'Escalier.
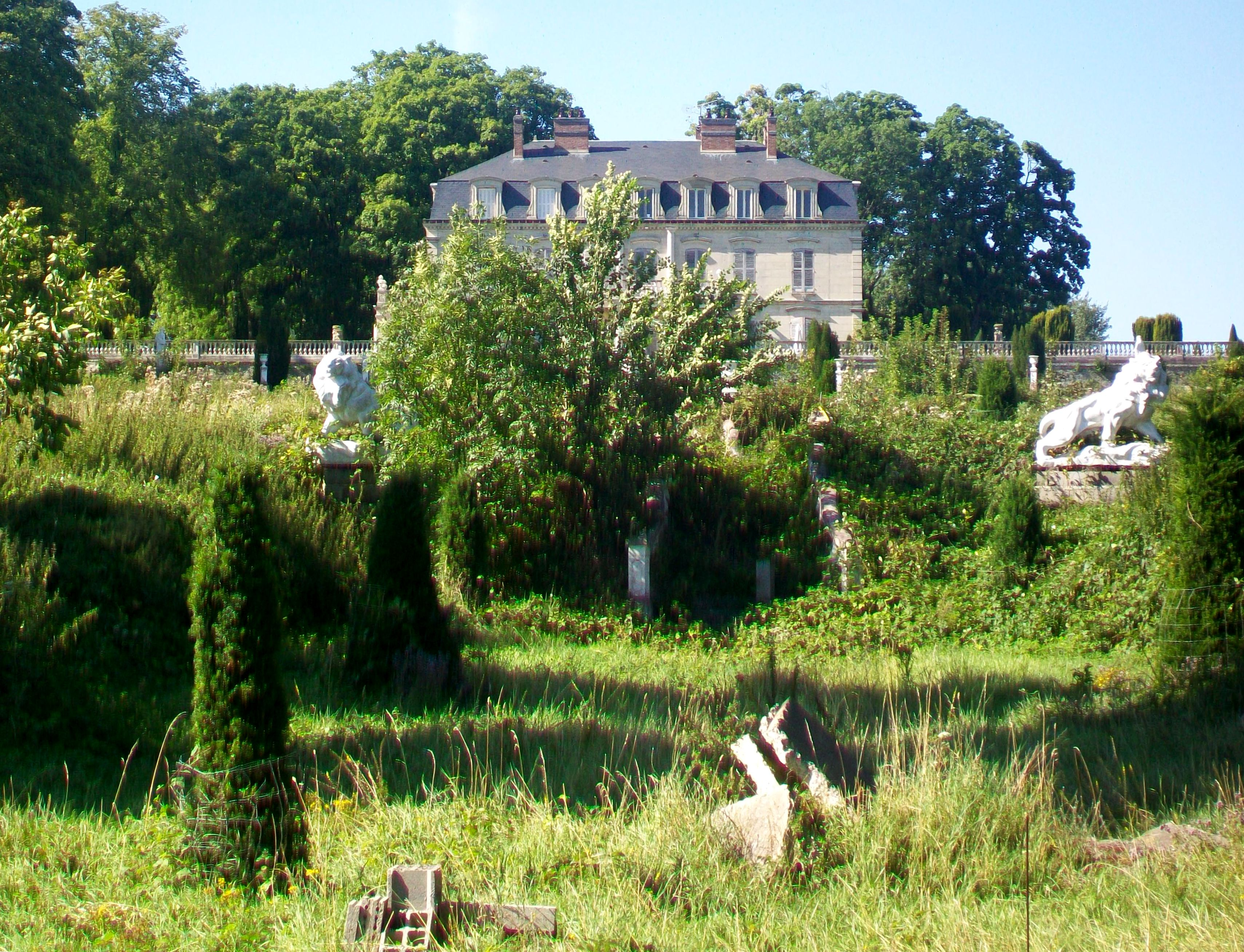
Château de Gueptant.
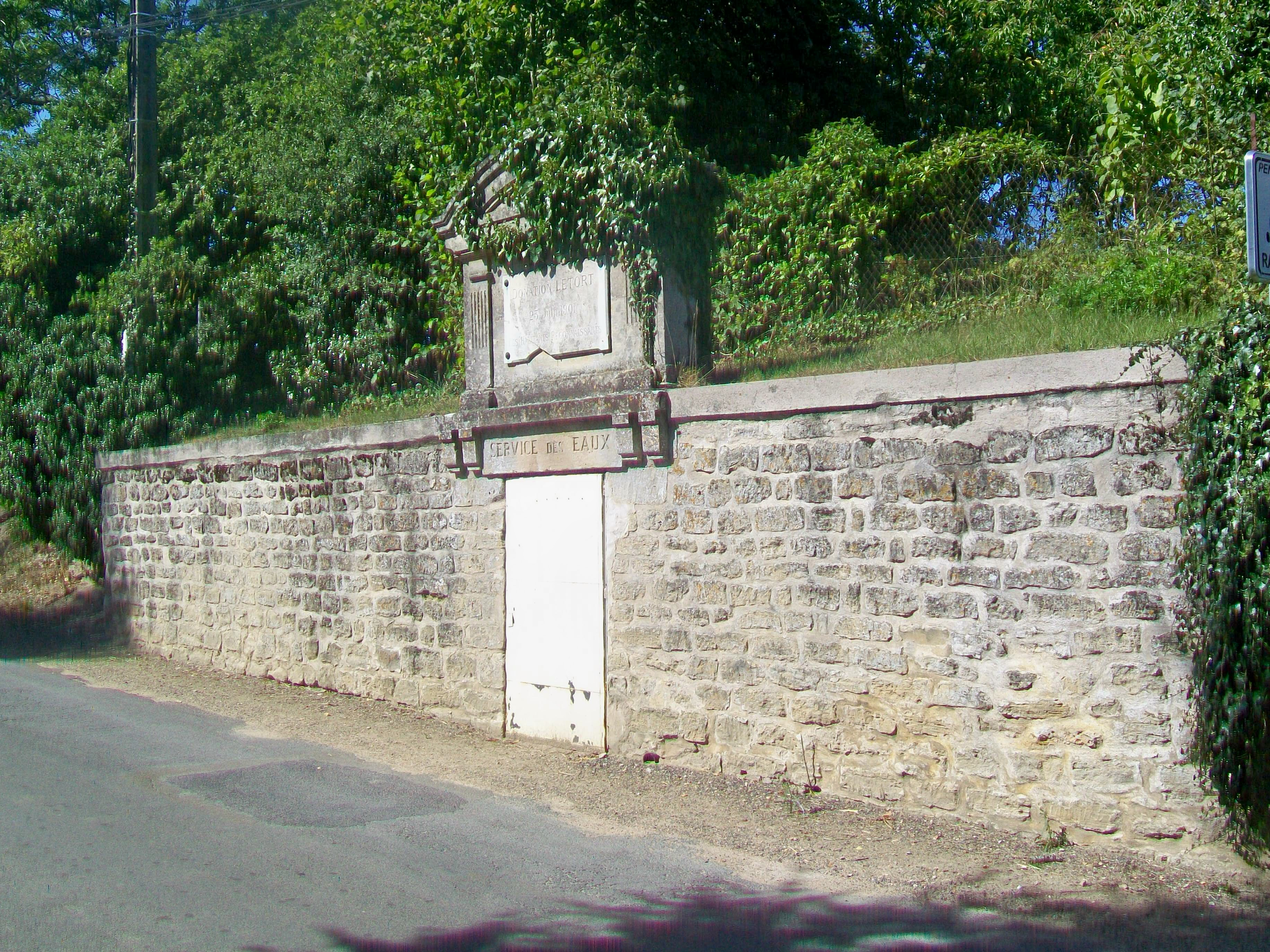
Réservoir d'eau potable.
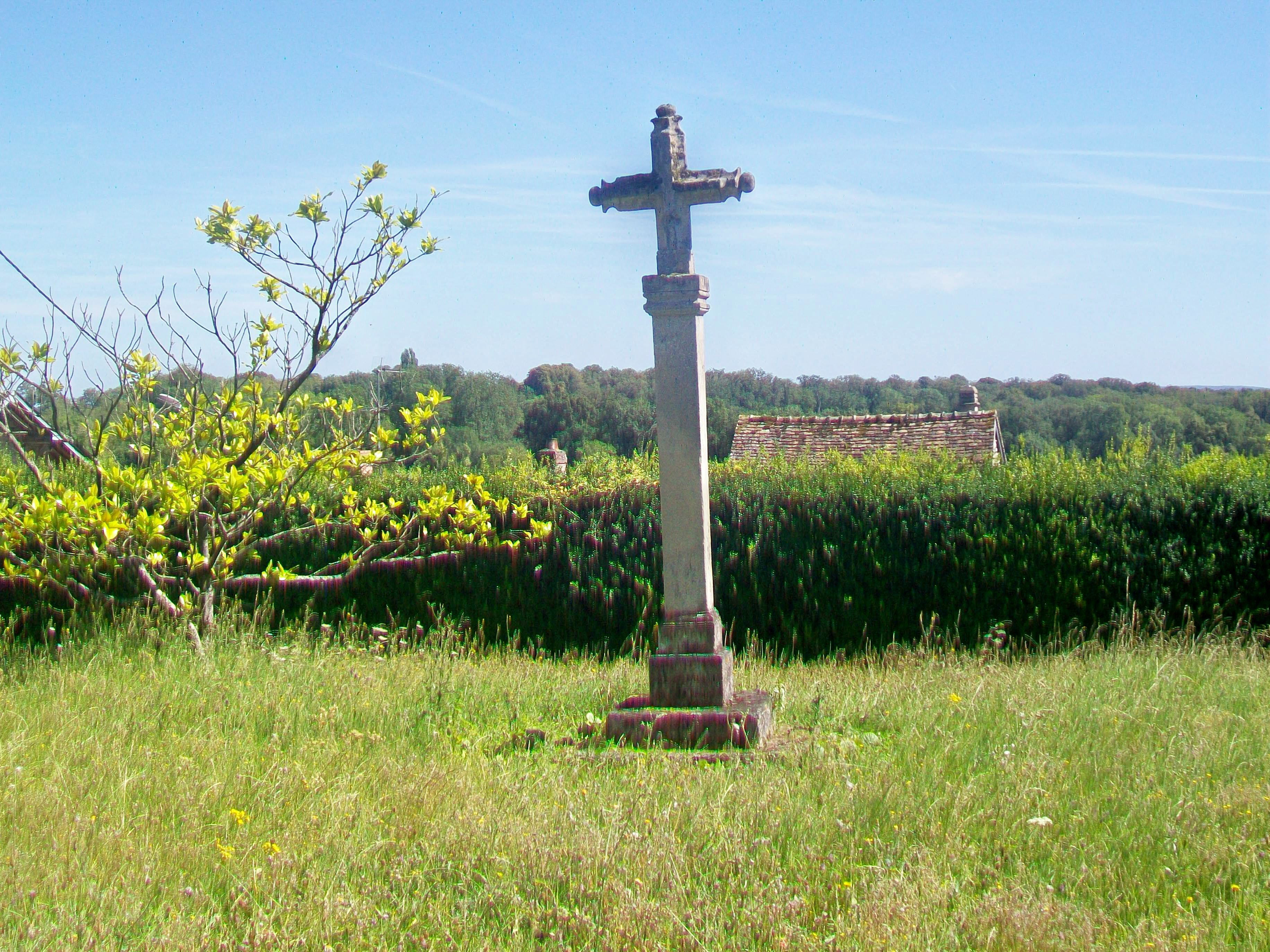
Calvaire de Magnitot.
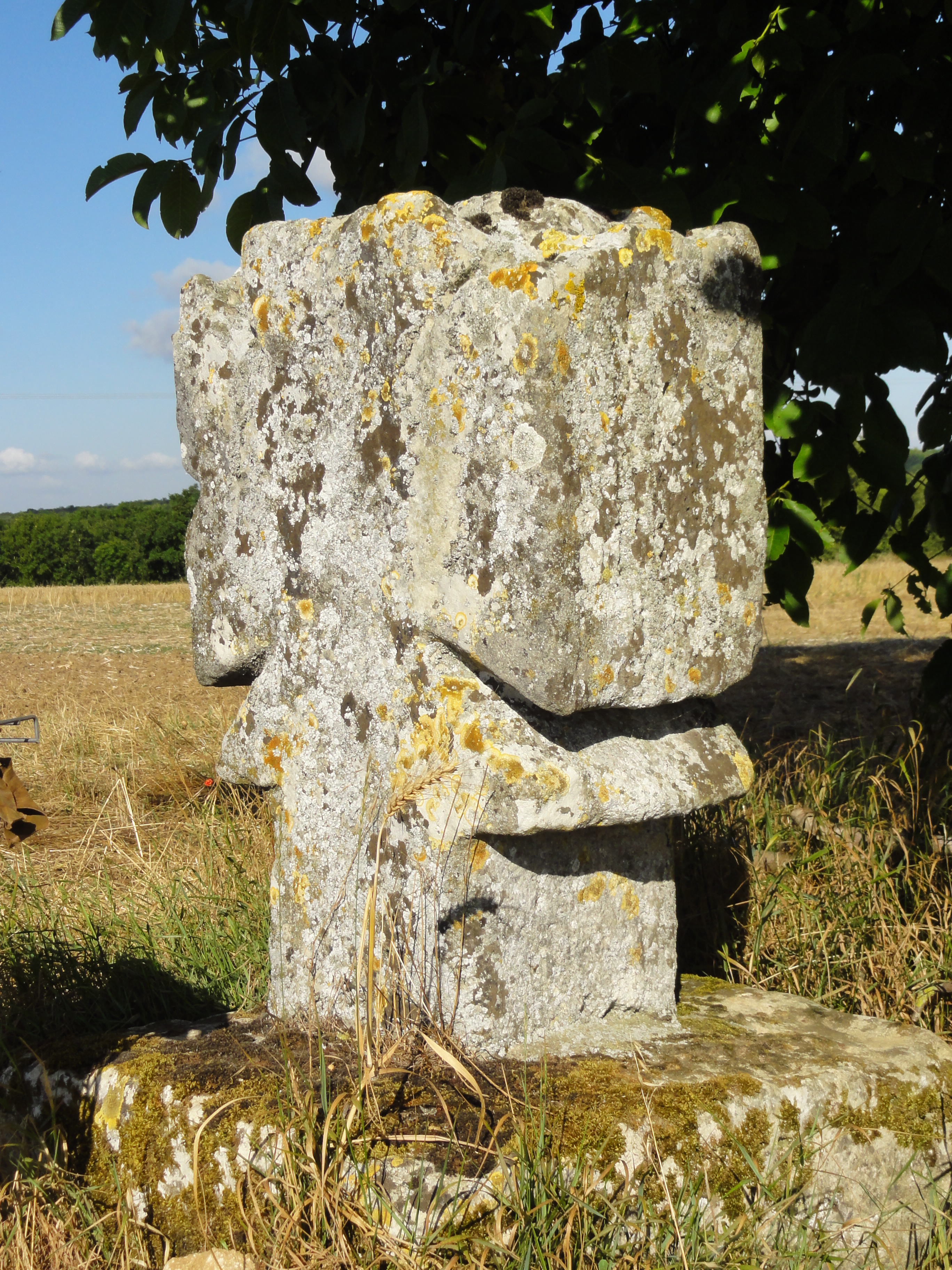
Croix Dançon.